# Magdalena Westerveld
Magdalena Elisabeth Westerveld (1878-1976) was een Nederlands feministe en wiskundige.
Magdalena Westerveld was de eerste studente wiskunde aan de Universiteit van Amsterdam. Ze was bovendien actief binnen het jonge vrouwelijke studentencorps in Amsterdam.
Ze mocht na haar studie het geleerde niet in de praktijk brengen als lerares wiskunde in Zwolle, omdat ze geacht werd alle tijd te besteden aan de opvoeding van haar kinderen. Ze kreeg pas toestemming haar vak uit te oefenen na de dood van haar man, de leraar biologie Willem Pieter Andries Jonker.
Het gezin Westerveld-Jonker was geen doorsnee gezin. Men was vrijzinnig-progressief met naast de socialistische-feministische sympathieën als opvallende kenmerken dat er werd getutoyeerd, dat de vakantie kamperend werd doorgebracht en men geheelonthouder was.
Een van haar drie kinderen was Hilda Verwey-Jonker, die was vernoemd naar Hilda van Suylenburg uit de roman van Cécile de Jong van Beek en Donk. De ervaringen van haar moeder zouden Hilda Verwey in sterke mate gestimuleerd hebben zich voor het feminisme in te zetten
Westerveld maakte zich sterk voor het vrouwenkiesrecht, onder andere binnen de `vrouwenkiesvereniging'. Ze werd de eerste president van de Vereniging van vrouwen met hogere opleiding VVAO, de in 1918 opgerichte organisatie van en voor vrouwen met een academische opleiding. Ze was enige tijd lid van de SDAP maar stapte hieruit omdat ze Troelstra niet feministisch genoeg vond.